# Comité de Solidaridad Internacional
El Comité de Solidaridad Internacional y Lucha por la Paz (COSI, por sus siglas originales) es una organización no gubernamental creada en Venezuela en 1971 por parte de activistas por la paz, la solidaridad internacional y los derechos humanos. El COSI es miembro del comité ejecutivo del Consejo Mundial de la Paz (CMP) desde 1972 y goza de estatus consultivo ante la Organización de las Naciones Unidas.[cita requerida]
La fundación del COSI se remonta al año de 1971, como una unidad coordinadora de integración latinoamericana y caribeña, la lucha por garantizar que Venezuela, América Latina, el Caribe y el mundo en general, se consoliden como zona de paz, libre, independiente, y soberana
El COSI funge como un frente de masas que se encarga de velar por todo lo que tiene que ver con relaciones internacionales en cuanto a solidaridad con las luchas e historia de los pueblos del mundo.

## Objetivos
COSI tiene como objetivos fundamentales:
- Difundir y enseñar el respeto de los derechos humanos.
- Fomentar el estudio y evaluación de los aspectos de la vida económica, social, política, informativa, judicial y militar que incidan en el mantenimiento y desarrollo de un ambiente de paz, cooperación, amistad y concordia entre los pueblos del  mundo.
- Rescatar y reafirmar los principios de solidaridad internacional.
- Impulsar las ideas bolivarianas en cuanto al destino común de nuestros pueblos.
- Participar activamente en el proceso de integración popular.
- Fomentar el intercambio cultural entre nuestros pueblos.

## Autoridades del COSI
Entre las autoridades del COSI están:
- Presidente honorario: capitán de corbeta Víctor Hugo Morales.
- Presidente: Carolus Wimmer.
- Secretario general: Yul Jabour Tannous